# Montboudif
Montboudif (okzitanisch: Montbodiu) ist eine französische Gemeinde mit 163 Einwohnern (Stand: 1. Januar 2022) im Département Cantal in der Region Auvergne-Rhône-Alpes (vor 2016 Auvergne). Sie gehört zum Arrondissement Saint-Flour und zum Kanton Riom-ès-Montagnes. Die Einwohner werden Bodimontois genannt.

## Geographie
Montboudif liegt etwa 50 Kilometer nordnordöstlich von Aurillac und etwa 55 Kilometer südsüdwestlich von Clermont-Ferrand im Norden des Départements Cantal. Das Gebirgsdorf gehört zum Gebiet des Regionalen Naturparks Volcans d’Auvergne. Nachbargemeinden sind Saint-Genès-Champespe im Norden, Égliseneuve-d’Entraigues im Nordosten, Condat im Osten und Südosten, Saint-Amandin im Süden und Südwesten sowie Trémouille im Westen und Nordwesten.

## Bevölkerungsentwicklung
| Jahr                       | 1962 | 1968 | 1975 | 1982 | 1990 | 1999 | 2006 | 2011 | 2019 |
| Einwohner                  | 527  | 512  | 339  | 311  | 251  | 231  | 222  | 186  | 174  |
| Quellen: Cassini und INSEE |      |      |      |      |      |      |      |      |      |

## Sehenswürdigkeiten

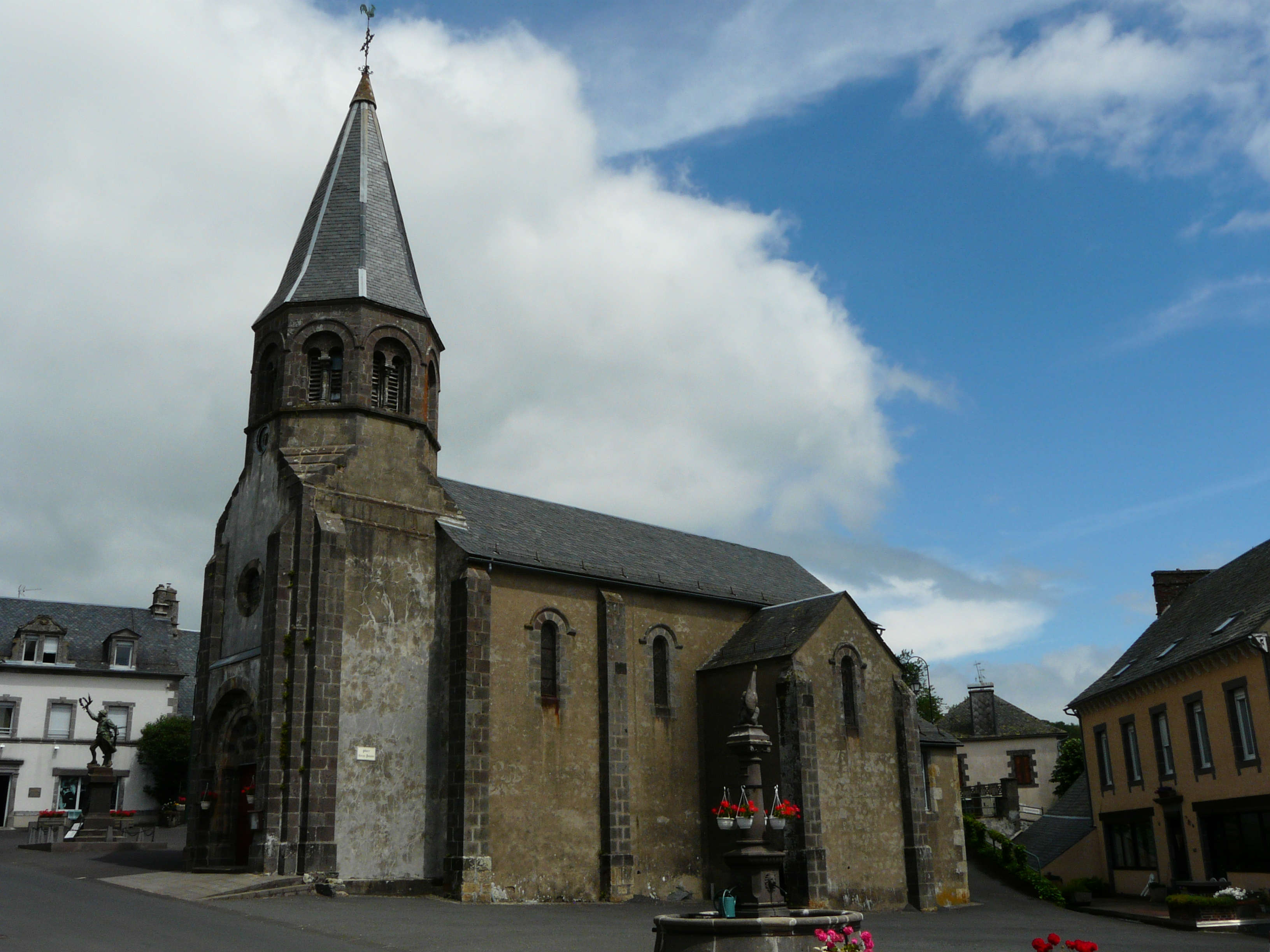
Kirche Sainte-Anne

- Kirche Sainte-Anne
- Geburtshaus von Georges Pompidou

## Persönlichkeiten
- Georges Pompidou (1911–1974), Politiker, Premierminister (1962–1968) und Staatspräsident von Frankreich (1969–1974)